# Пейши, Эмилиу
Эмилиу Мануэль Дельгадо Пейши (порт. Emílio Manuel Delgado Peixe; родился 16 января 1973 года в Назаре, Португалия) — португальский футболист, выступавший на позиции опорного полузащитника. Известен по выступлениям за клубы «Спортинг», «Порту» и сборную Португалии. Участник Олимпийских игр 1996 года в Атланте.
Пейши один из восьми футболистов, которые за свою карьеру успел поиграть за клубы «большой португальской тройки»: «Спортинг», «Порту» и «Бенфику».

## Клубная карьера
Пейши — воспитанник клубов «Назаренос» и лиссабонского «Спортинга». В 1991 году в составе последней он дебютировал в Сангриш лиге. В 1995 году Эмилиу помог «львам» завоевать Суперкубок Португалии. За четыре сезона он провёл за клуб более 100 матчей. В том же году Пейши перешёл в испанскую «Севилью», но из-за проблем с адаптацией и игровой практикой в 1996 году вернулся в «Спортинг». По окончании сезона он покинул родной клуб и присоединился к «Порту». С новой командой Эмилиу дважды выиграл чемпионат и Кубок Португалии, но несмотря на это он был футболистом ротации и за пять сезонов сыграл за «драконов» около 50 матчей во всех турнирах. В 2002 году для получения игровой практики Пейши на правах аренды выступал за «Алверку».
В том же году он перешёл в столичную «Бенфику», но и там не смог выиграть конкуренцию за место в основе. В 2003 году Эмилиу отправился в аренду в «Униан Лейрия», по окончании срока которой завершил карьеру.

## Международная карьера
В 1991 году в составе молодёжной сборной Португалии Пейши выиграл домашний молодёжного чемпионата мира. По итогам соревнований он был признан Лучшим футболистом.
16 октября 1991 года в отборочном матче чемпионата Европы 1992 против сборной Нидерландов Эмилиу дебютировал за сборную Португалии.
В 1996 году Пейши в составе олимпийской сборной Португалии принял участие в Олимпийских играх в Атланте. На турнире он сыграл в матчах против команд Туниса, Франции и дважды Аргентины.

## Достижения
Командные
 «Спортинг»
- Обладатель Суперкубка Португалии — 1995

 «Порту»
- Чемпионат Португалии по футболу — 1997/1998
- Чемпионат Португалии по футболу — 1998/1999
- Обладатель Кубка Португалии — 1997/98
- Обладатель Кубка Португалии — 1999/00
- Обладатель Суперкубка Португалии — 1998
- Обладатель Суперкубка Португалии — 1999

Международные
 Португалия (до 17)
- юношеский чемпионат Европы — 1989
- юношеский чемпионат мира — 1989

 Португалия (до 19)
- юношеский чемпионат Европы — 1990

 Португалия (до 21)
- Молодёжный чемпионат мира — 1991

Индивидуальные
- Лучший игрок молодёжного чемпионата мира — 1991